# پردلیتس، توراخ
پردلیتس (به آلمانی: Predlitz-Turrach) یک منطقهٔ مسکونی در اتریش است که در مورو واقع شده‌است. پردلیتس ۱۵۰٫۱۲ کیلومتر مربع مساحت دارد ۹۷۱ متر بالاتر از سطح دریا واقع شده‌است.